# ナディン・ゴーディマー
ナディン・ゴーディマー（Nadine Gordimer、1923年11月20日 - 2014年7月13日）は、南アフリカの作家、政治活動家。1991年にノーベル文学賞を受賞した。ウォーレ・ショインカ、ナギーブ・マフフーズに次いでアフリカ大陸出身者として3人目、アフリカ人女性としては初の受賞者となった。

## 略歴
父はリトアニアからのユダヤ系移民、母はイギリス系のユダヤ人。9歳から創作活動をはじめる。一時期はイヴリン・ウォーの『スクープ』を読んでジャーナリストを志望したこともある。11歳以降は学校に通わず、20歳になって初めてジョハネスバーグのヴィットヴァテルスラント大学に1年間、聴講生として通った。この間、16歳で短篇が雑誌に掲載され、本格的に作家活動をはじめる。
1949年、短編集『顔と顔を合わせて』で本格的なデビューを果たす。最初の長編小説は『いつわりの日々』（1953年）であり、その後、12作の長編小説、200以上の短編作品を発表した。『保護管理人』（1974年）で、ブッカー賞を受賞。
2014年7月13日、ヨハネスブルグの自邸にて死去したことが明らかにされた。90歳没。

## 作品
アパルトヘイトの欺瞞を淡々とした筆致でユーモラスに告白する作風で知られる。特に短編小説集『フライデーの足跡（Friday's Footprint）』（1960年）はイギリスやアメリカで高く評価されている。また、アパルトヘイトに対するリアリズム文学として芸術性が高いと言う評価もなされている。

## 主な著作

### 小説
- The Lying Days (1953)
- A World of Strangers (1958)
- Occasion for Loving (1963)
- The Late Bourgeois World (1966)　ブルジョワ世界の終わりに（英語版） 福島富士男訳　スリーエーネットワーク　1994.10　アフリカ文学叢書
- A Guest of Honour (1970)
- The Conservationist (1974)
- Burger's Daughter (1979)　バーガーの娘（英語版） 福島富士男訳　みすず書房　1996.7.
- July's People (1981)
- A Sport of Nature (1987)
- My Son's Story (1990)　マイ・サンズ・ストーリー（英語版） 赤岩隆訳　スリーエーネットワーク　1997.12　アフリカ文学叢書
- Jump: And Other Stories (1991)　ゴーディマ短篇小説集JUMP ヤンソン柳沢由実子訳　岩波書店　1994.9.
- None to Accompany Me (1994)　この道を行く人なしに（英語版） 福島富士男訳　みすず書房　2001.2.
- The House Gun (1998)
- The Pickup (2001)
- Get a Life (2005)
- No Time Like the Present (2012)
- 戦士の抱擁 土屋哲訳　晶文社　1985.11.

### その他
- 現代アフリカの文学 土屋哲訳　1975　岩波新書
- ナディン・ゴーディマは語るアフリカは誰のものか 高野フミ監訳.1993.6.　岩波ブックレット
- The Essential Gesture: Writing, Politics and Places (1988)　いつか月曜日に、きっと スティーヴン・クリングマン編 福島富士男訳　みすず書房　2005.4.